# Perseus
Perseus var i den græske mytologi søn af Danaë, hvem Zeus besvangrede i skikkelse af en gylden regn. Han blev senere gift med den etiopiske kongedatter Andromeda og fik med hende sønnen Perses.

## Perseus' fødsel
Perseus' morfader Akrisios rådspurgte oraklet i Delfi om hvorfor han ikke fik en mandlig arving. Oraklet svarede, at hvis hans datter fik en søn da ville han dø for dennes hånd. Akrisios indespærrede da sin datter i et underjordisk jomfrubur (i andre fortællinger et tårn). Her blev hun trods sin faders forsigtighed besvangret af Zeus, der kom til Danae i form af en regn af guld.

## Serifos
Akrisios spærrrede nu moder og søn inde i en stor kiste og satte den ud på havet. Zeus vågede dog over sin elskerinde og sin søn og lod kisten strande på øen Serifos. En fisker fandt kisten og tog sig af de to forkomne. Perseus voksede sig stor og blev efterhånden en stærk og smuk yngling. Men Danaes skønhed tiltrak sig kong Polydektes' opmærksomhed og han friede til Danae. Da Perseus satte sig imod, forsøgte kongen at slippe af med den genstridige søn ved at påbyde ham at hente Gorgonen Medusas hoved.

## Graierne
Guderne kom nu Perseus til hjælp. Hermes viste sig for den unge helt og bød ham at gå til Graierne. Disse tre gamle kvinder havde kun et øje til deling. Da Perseus så sit snit til det, stjal han øjet fra dem og krævede deres hjælp til gengæld for øjet. Graierne gav ham det råd at han skulle gå til nymferne, og her fik han vingede sko og en hjelm der gjorde ham usynlig og en læderpose til Medusas hoved.

## Medusa
Han er kendt for at have slået den eneste dødlige gorgon, Medusa, ihjel.
Perseus havde lånt en Mørkets Kappe af guden Hades. Når han tog den på, blev han usynlig. Desuden lånte han gudinden Pallas Athenes blanke skjold.
Derefter red han til verdens ende og fandt Medusa. Hun kunne ikke se ham, fordi han var usynlig, men hun kunne høre, hvor han var.
"Nu skal du dø!" hylede hun og for ind på ham, mens alle slangerne hvæsede ondt.
Perseus brugte Pallas Athenes skjold som spejl. På den måde kunne han se Medusa uden at blive til sten. Hurtigt trak han sit sværd og huggede hovedet af heksen.
Der kom en masse blod fra Medusas døde krop. Med et skete der noget mærkeligt. Blodet blev forvandlet til en snehvid hest med vinger! Det var Pegasus.
Perseus satte Medusas hoved fast til sit bælte. Så sprang han op på ryggen af Pegasus og fløj af sted til nye eventyr.

## Andromeda
Efter han havde dræbt Medusa, havde han en anden opgave:
Der var en dronning, der hed Cassiopeia. Hendes mand hed Cepheus, og han var konge af Etiopien.
Deres lille datter, Andromeda, var meget smuk. Cassiopeia pralede af hende fra morgen til aften.
"Vores datter er smukkere end havets nymfer," påstod hun.
Det kunne havguden Poseidon ikke lide at høre. Han fangede Andromeda og lænkede hende til en klippe ude i havet – i nærheden af det sted, hvor et farligt havuhyre holdt til. Snart ville det være ude med Andromeda.
Heldigvis kom Perseus ridende gennem luften på den vingede hest, Pegasus. Perseus var fantastisk modig og havde netop dræbt en frygtelig heks: Medusa med slangehåret.
Da Perseus hørte prinsessen græde, skyndte han sig hen til hende. Det var i sidste øjeblik. Havuhyret havde løst Andromedas lænker og skulle lige til at æde hende.
Perseus havde Medusas hoved i en sæk. Det var så grimt, at alle der så på det, blev til sten. I en fart hev han hovedet op af sækken. Uhyret hørte ham komme og vendte sig. Da det så Medusas hoved, blev det forvandlet til en sten.